# アパリション -悪霊-
『アパリション -悪霊-』（THE APPARITION）は、2012年アメリカで公開されたホラー映画。日本では劇場未公開でビデオスルー

## あらすじ
学生時代、オカルトサークルでチャールズ実験（チャールズ・エクスペリメント）という降霊の類の実験を行ない悲惨な光景を目にしたベン。それ以来彼はオカルトから足を洗い、仲間とも疎遠になっていった。数年後、彼は恋人のケリーと平穏な暮らしを求め、新居に引っ越した。だがその矢先、2人はいつも家の中に誰かがいるような不気味な気配を感じ、やがて怪奇現象に悩まされるようになる。初めはポルターガイストだと思っていた二人であったが、段々とその怪奇現象の正体がわかっていく。

## キャスト
ケリー
出演：アシュリー・グリーン
ペットクリニックに勤めているベンの恋人。相思相愛の関係だが、ベンが学生時代に降霊の実験等をしていたオカルト好きだったということは知らない。ベンとの将来のことも考え、昔母が住んでいた住居へ引っ越す。
ベン
出演：セバスチャン・スタン
ケリーの恋人。学生時代に行った降霊の実験の惨劇によりオカルトから足を洗っている。大学を卒業し今は会社に勤めている。
パトリック
出演：トム・フェルトン
ベンの学生時代の友人でベンと同じオカルトサークルに入っていた。ベンがオカルトから足を洗ったあとも、降霊術を幾つか行っていた。再びチャールズ実験を行い、ベンの周りで怪奇現象を起こらせてしまった張本人。取り返しのつかないことをしてしまったことを自覚しており、ベンたちに助力する。
リディア
出演：ジュリアンナ・ギル
ベンの学生時代の恋人。チャールズ実験の際にどこかへ連れ去られてしまう。その後、消息は不明。
マイク
出演：リック・ゴメス
ケリーとベンの新居の隣に住む数少ない隣人。一人娘のマギーがおり、ペッパーという名前の犬を飼っている。

## 公開
アメリカ公開時のレイティングはPG-13。初週はアメリカ全体で810館の劇場で公開されたものの、徐々に減っていき最終週は38館となった。

### 受賞・ノミネート
ホラーやスプラッター映画を中心に取り扱う映画雑誌w:Fangoria誌が選ぶ、2013年ファンゴリア・チェーンソー賞（The 2013 FANGORIA Chainsaw Awards）において最低映画賞（Worst Film）にノミネートされた。